# Kisss....
Pour les articles homonymes, voir Kiss.
Pour plus de détails, voir Fiche technique et Distribution.
Kisss.... est un film français réalisé par Raoul André (sous le pseudonyme de Jean Lévitte), sorti en 1971.

## Synopsis
Un jeune homme, Jimmy dit « Kisss », erre sur les ponts de Paris, porteur d'une pancarte « à louer » : il propose ses services comme homme de compagnie, en échange d'une boîte de conserve de l'heure. Il rencontre une jeune femme, Renée, qui l'héberge ensuite chez elle. Tous deux sont entretenus par la sœur de Renée, la naïve Jacqueline. Cette dernière travaille comme secrétaire chez un homme d'affaires qui la poursuit de ses assiduités. S'ensuivent de multiples aventures et rebondissements...

## Fiche technique
- Titre  : Kisss....
- Titre de tournage : L'Argent et l'amour
- Titre vidéo : Embrasse-moi
- Réalisation : Jean Lévitte[1] (Raoul André)
- Scénario : Jean Lévitte (Raoul André)
- Format : couleur
- Société de production : Aurélia Films
- Distributeur : Compagnie Commerciale Française Cinématographique
- Durée : 86 minutes

## Distribution
- Christine Fersen : Renée
- Françoise Arouet : Jacqueline
- Edgar Baum : Jimmy
- Michel Danjou : Eugène Fleury
- Rellys : l'abbé
- Roland Lesaffre : l'inspecteur
- Jacques Mels : le chanteur hippie